# Minabe
Minabe (jap. みなべ町 Minabe-chō) – miasto w Japonii, na wyspie Honsiu, w prefekturze Wakayama. Według danych na rok 2020 miejscowość zamieszkiwało 22 818 mieszkańców , a gęstość zaludnienia wyniosła 98,3 os./km².